# フォーミュラ20
フォーミュラ20は、かつて計画されていた自動車レースのカテゴリー。いわゆるジュニア・フォーミュラの一つである。

## 概要
日本自動車レース工業会(JMIA)によって全日本FJ360選手権の再来を実現すべく提案され、当初は軽自動車のエンジンを利用した「F660（仮称）」としていた。しかしその後の議論を経て、JIMA指定のカーボンモノコックを使用する規制はあるものの、エンジン形式は制限せずに直径20mmのエアリストリクターの装備による出力制限のみ規定して、排気量や気筒数、ターボの有無などは基本的に自由という「フォーミュラ20」構想へと発展した。エアリストリクターで出力を制限することになった原因は、軽自動車のエンジンは自動変速機のみに対応していたり、ギア比の交換が難しいなど、問題が多いことが判明したためである。2009年1月には童夢・東京R&D・ムーンクラフトの3社から試作車が、トムスから試作エンジンが発表され、デモ走行も実施された。しかし、2010年からF4においてカーボンモノコックの使用が許可されることになり、JMIA理事会ではF4においてほぼ同様の目的を達成できると判断したことで、急転直下「フォーミュラ20」構想は中止となった。